# ロバート・ウォルポール (外交官)
ロバート・ウォルポール閣下（英語: Hon. Robert Walpole、1736年5月3日 – 1810年4月19日）は、イギリスの外交官。1756年6月4日以降、閣下の称号を使用した。1749年より枢密院秘書官の1人を務めたほか、1768年から1771年まで在フランスイギリス大使館の秘書官を、1771年から1800年まで在ポルトガルイギリス特命全権公使務めた。

## 生涯
初代ウォルポール男爵ホレイショ・ウォルポールとメアリー・マグダレーン・ロンバード（Mary Magdalen Lombard、ピーター・ロンバードの娘）の四男として、1736年ごろに生まれた。
1749年1月5日に枢密院の定員外秘書官（Extra Clerk）に任命された後、1764年6月23日に常任秘書官（Clerk in Ordinary）の1人に任命され、以降1810年に死去するまで務めた。
1768年8月23日にパリに到着、同日付で在フランスイギリス大使館の秘書官としての辞令を受けた。直後の9月1日に在フランスイギリス大使の第4代ロッチフォード伯爵ウィリアム・ナッソー・ド・ザイレステインが休暇を取ってパリを離れると代理公使を務め、1769年1月8日に次期大使の初代ハーコート伯爵サイモン・ハーコートがパリに到着するまで務めた。ハーコートが1769年6月から11月までと1770年5月から11月まで休暇を取ったため、1769年5月23日に全権公使（Minister Plenipotentiary）としての信任状を受け、ハーコートがパリを離れたときに代理公使を務めた。また自身も1769年3月中旬から5月8日までと1771年2月20日ごろから6月17日まで休暇を取った。
1771年12月27日に在ポルトガルイギリス特命全権公使としての信任状を受け、1772年1月26日までにリスボンに到着した。1777年にマリア1世とペドロ3世がポルトガル王に即位すると、同年3月25日に再び公使としての信任状を受けた。1786年10月から1787年1月にかけては通商条約交渉のために派遣された特使ウィリアム・オーガスタス・フォークナーとともに行動した。以降、1800年まで在ポルトガル公使を務めた。
1810年4月19日、メリルボーンのマンチェスター・スクエアで死去した。死後の1810年6月、首相スペンサー・パーシヴァルはウォルポールの未亡人ソフィアに800ポンドの年金を与えることを国王ジョージ3世に提案、ジョージ3世は同意した。

## 家族
1780年5月8日、ダイアナ・グロセット（Diana Grossett、1784年7月24日没、ウォルター・グロセットの娘）と結婚、2男をもうけた。
- ロバート（英語版）（1781年 – 1856年） - 古典学者[8]
- 男子 - 子供なし[7]

1785年5月10日、ソフィア・スタート（Sophia Sturt、1829年6月12日没、リチャード・スタートの娘）と再婚、8男をもうけた。
- ヘンリー（1787年10月2日 – 1854年1月29日） - 1834年8月21日、エリザベス・カーペンター・スミス（Elizabeth Carpenter Smith、1879年4月19日没、C・F・スミスの娘）と結婚、子供あり[7]
- エドワード（1791年6月2日 – 1857年10月21日） - 1815年1月24日、アン・テリーザ・ギルダーメスター（Ann Theresa Gildermeester、1878年1月15日没、ダニエル・ギルダーメスターの娘）と結婚、子供あり[7]
- フランシス（1795年1月1日 – 1861年1月9日） - 1828年5月8日、エリザベス・ナイト（Elizabeth Knight、1860年8月3日没、トマス・A・ナイトの娘）と結婚、子供あり[7]
- ジョン（1797年7月14日 – 1864年1月4日） - 王立工兵隊（英語版）の少将[7]
- ホレイショ（Horatio、1799年8月27日 – 1886年4月） - 1835年7月22日、ファニー・ソフィア・コンウェイ（Fanny Sophia Conway、1873年4月18日没、トマス・ヘンリー・サマセット・コンウェイ大佐の娘）と結婚、子供あり[7]
- ほか2男[7]